# 溪尾
溪尾，是臺灣雲林縣四湖鄉的一個傳統地域名稱，位於該鄉北部中央地帶。相較於今日行政區，其範圍大致包括溪尾村東大半部、羊調村西北部。

## 歷史
臺灣日治初期，溪尾地區為一（舊制）街庄，稱為「溪尾庄」，隸屬於尖山堡。該庄北隔舊虎尾溪與坵厝庄、牛厝庄為界，東及東南與羊稠厝庄為鄰，南邊西段為內湖庄，西邊為飛沙庄、林厝藔庄。
1901年（日治明治三十四年）11月，全臺廢縣廳改設二十廳，該庄隸屬於斗六廳。1903年（明治三十六年）6月，該庄編入「下崙區」，隸屬於斗六廳。1909年（明治四十二年）10月，合併二十廳為十二廳，下崙區改隸屬於嘉義廳。1920年（大正九年），全臺地方制度大改正，廢十二廳改設五州二廳，該庄改制為「溪尾」大字，隸屬於臺南州北港郡四湖庄（新制街庄）。
戰後四湖庄改制為四湖鄉，隸屬於臺南縣，大字亦改制為村。1950年10月，雲、嘉、南分治，四湖鄉改隸屬雲林縣。

## 聚落
本地區發展較早的聚落為溪尾，在日治期初期的官方地圖上已有記載。其後分成東溪尾（溪尾）、中溪尾、新溪尾、南溪尾等聚落。

## 交通
縣道160號（中山西路）是四湖鄉三條崙至土庫鎮無底潭的道路，經過本地區南部邊界地帶。由該道路向西南西轉西北西可前往三條崙，並止於台灣中油三條崙站前；向東南東可前往四湖鄉市區、元長鄉、土庫鎮西南部糞箕湖地區的無底潭，並止於縣道145號路口（無底潭聚落東郊）。
鄉道雲122-1線是海口橋至丘厝的道路，經過本地區北部邊界地帶西段。由該道路西側向西北可前往林厝寮東北端、林厝寮/溪頂交界地帶、溪頂地區北部，並止於省道台17線路口（海口橋南南西方約400公尺處）；由該道路東側向北可前往丘厝，並止於鄉道雲122線路口。
鄉道雲125線是頂田至溪尾的道路，其南側端點（終點）位於本地區東南部東溪尾聚落南郊的鄉道雲128線路口。由此向北蜿蜒而行，經東溪尾聚落後可前往牛厝地區西北部的頂田聚落北郊，並止於縣道155號路口。
鄉道雲128線是林厝寮至頂湖的道路，經過本地區的新溪尾、中溪尾兩個聚落。由該道路向西北微北可前往林厝寮，並止於省道台17線路口；向東南微東可前往羊稠厝地區東部頂湖聚落的縣道155號路口。
鄉道雲133線是溪尾至飛東（東飛沙）的道路，其北側端點（起點）位於本地區中部略偏西的鄉道雲128線路口（中溪尾聚落西郊）。由此向南南西轉西，經南溪尾聚落後轉西南再轉南南西，可前往飛沙，並止於該地區中南部的鄉道雲132線路口（東飛沙聚落南郊）。
鄉道雲134線是三條崙至溪尾的道路，其東側端點（終點）位於本地區西部新溪尾聚落的鄉道雲128線路口。由此向西可前往飛沙地區北端、林厝寮南端、三條崙，並止於縣道160號路口。
鄉道雲135線是羊稠厝（實際起點在溪尾地區中溪尾聚落南郊）至頂口湖的道路，其北側端點（起點）位於本地區中溪尾聚落南郊的鄉道雲128線路口。由此向南可前往羊稠厝地區西部、內湖地區中西部、外埔地區西部、口湖地區北部，並止於該地區頂口湖的鄉道雲131線路口暨雲138線起點路口。

## 學校
- 明德國小